# Ямбол (железопътна гара)
Железопътна гара Ямбол е основната пътническа железопътна гара в Ямбол и най-голямата гара в областта. Тя е разположена на главните пътнически и товарни железопътни магистрали в страната София – Бургас/Варна и Пловдив – Бургас/Варна, и бивша вече начална и крайна гара на закритата през 2002 г. жп линия Ямбол-Елхово. Приемното здание на жп гарата се намира на улица „Железничарска“ в Ямбол.

## Транспортни връзки
Маршрутът от Ямбол до София се обслужва всекидневно от Бърз влак със задължителна резервация 8640 (Диана) и още 14 влака, като средната продължителност на пътуването е 6 ч. 42 мин.
Бързият влак със задължителна резервация 8631/8632 (Родопи) между Пловдив и Варна спира също ежедневно на гарата, както и нощните влакове между София и Бургас и между Пловдив и Варна.

### Железопътни линии
- Железопътна линия 8 (София- Бургас)

### Градски транспорт
Гарата се обслужва от автобусна линия номер 1, 23, 2, 25, 5.

## Контакти[2]
- Информация и продажба на билети вътрешни линии, жп гара
  - тел. (046) 662 626 и 0887 511 154
  - Работно време: 07:00ч – 19:00ч

- Бюро за предварителна продажба на билети вътрешни линии; Ямбол ул. „Раковски“ № 3
  - тел. (046) 662 646 и 0884 406 163
  - Работно време: 08:30ч – 12:00ч; 13:00ч – 16:45ч